# Picramniaceae
Picramniaceae је фамилија дикотиледоних биљака из реда Picramniales. Обухвата три рода са 49 врста. Фамилија је распрострањена у Неотропском флористичком царству.